# شريفة (مغنية)
لالة شريفة القبائلية (9 جانفي 1926م - 13 مارس 2014)، مغنية جزائرية مختصة في طابع أشويق ضمن الموسيقى الأمازيغية. اسمها الحقيقي وردية بوشملال.

## أغاني أشويق

### أغاني الفنانة شريفة
تُعتبر الفنانة «شريفة وردية بوشملال» من أشهر مغنيات «أشويق»، ومن بين أغانيها المعروفة:
- 1942م: الله الله أنزور الوالي (Anzur el Wali).[3]
- 1942م: بقا على خير أياقبو (Bqa aâla khir ay Akbou).[4]
- 1956م: أيا زرزور (Aya Zerzour).[5]
- 1972م: أزواو (Azwaw).[6]
- 1990م: سنيوة ديفنجالن (Sniwa d ifendjalen).[7]

### فيديوهات أغاني شريفة
- أغنية: الله الله أنزور الوالي (Anzur el Wali) على يوتيوب[8]
- أغنية: أزواو (Azwaw) على يوتيوب[9]
- أغنية: أيا زرزور (Aya Zerzour) على يوتيوب[10]
- أغنية: بقا على خير أياقبو (Bqa aâla khir ay Akbou) على يوتيوب[11]
- أغنية: سنيوة ديفنجالن (Sniwa d ifendjalen) على يوتيوب[12]

### مواضيع ذات صلة
- أشويق
- الفن القبائلي
- الموسيقى الأمازيغية
- الإذاعة الجزائرية
- القناة الإذاعية الثانية
- أورار لخالات [القبيلية]
- نوبة لخالات
- أنيسة
- بهية
- جميلة
- جيدة ثامقرانث
- خدوجة
- حنيفة
- زينة
- شابحة
- علجية
- نوارة
- ونيسة
- يمينة
- منطقة القبائل
- قائمة الأسماء الأمازيغية
- ولاية برج بوعريريج
- دائرة الجعافرة
- بلدية الماين
- قرية آيث حالة

### وصلات خارجية
- الموقع الرسمي لوزارة الثقافة الجزائرية
- الموقع الرسمي لولاية برج بوعريريج